# Stössing
Stössing è un comune austriaco di 844 abitanti nel distretto di Sankt Pölten-Land, in Bassa Austria. Tra il 1972 e il 1988 è stato accorpato al comune di Kasten bei Böheimkirchen.